# Mesogramma
Mesogramma là một chi thực vật có hoa trong họ Cúc (Asteraceae).

## Loài
Chi Mesogramma gồm các loài: